# Горінське сільське поселення
Горі́нське сільське поселення (рос. Горинское сельское поселение) — сільське поселення у складі Солнечного району Хабаровського краю Росії.
Адміністративний центр та єдиний населений пункт — селище Горін.

## Населення
Населення сільського поселення становить 3749 осіб (2019; 4152 у 2010, 3807 у 2002).